# Om Puri
Om Puri (Pandžab, 18. listopada 1950. – Mumbai, 6. siječnja 2017.) bio je indijski filmski i televizijski glumac. Poznat je po ulogama u brojnim indijskim, engleskim, američkim i kanadskim filmovima, među kojima se ističu uloge u američkom filmovima Rat Charlieja Wilsona, Vuk i Duh i tama. Jedna je od najveći bollywoodskih zvijezda s kraja 20. stoljeća, ostvarivši uloge u više od trideset filmova i televizijskih serija različitih tematika i žanrova.
Rođen je u radničkoj pandžabskoj obitelji. Otac mu je radio na željeznici i služio u Indijskoj vojsci. Nakon srednjoškolskog obrazovanja, 1973. godine diplomirao je glumu pri Nacionalnoj dramskoj školi u New Delhiju, gdje je i započeo studij na Filmskom i televizijskom institutu, ali je ubrzo odustao zbog visoke školarine. Karijeru je započeo glumom sporednih uloga u nekoliko indijskih niskobudžetnih filmova, nakon čega su ga prepoznali i strani redatelji.
Od stranih filmova, najupamćeniji je postao po glavnoj ulozi u britanskoj komediji Istok je istočno za koju je dobio i Nagradu BAFTA za najboljeg glumca u glavnoj ulozi. Nakon uloe u britanskoj komediji Ovo nije nemoguća misija i televizijskoj dramskoj mini-seriji Bijeli zub, u američkom filmu Rat Charlieja Wilsona dobio je ulogu pakistanskog predsjednika i vojnog zapovjednika Muhammada Zia-ul-Haqa, zbog koje je stekao veliku popularnost u Indiji, ali i u Pakistanu, gdje je glumio u nekoliko niskobudžetnih komedija. Za svoj umjetnički rad dobio je indijsko državno odlikovanje Padma Shri i Red Britanskog Carstva.